# Adelmannssitz
Adelmannssitz (fränkisch: Gsähs) ist ein Gemeindeteil der Gemeinde Petersaurach im Landkreis Ansbach (Mittelfranken, Bayern). Adelmannssitz liegt in der Gemarkung Vestenberg.

## Geografie
Das Dorf liegt in einem kleinen Tal, in dem der Rippbach als linker Zufluss in den Haselbach mündet. Im Norden liegt die Flur Mühlleiten, 0,7 km südöstlich erhebt sich der Boxberg (429 m ü. NHN). Die Kreisstraße AN 10 führt zur B 14 bei Wicklesgreuth (1,7 km südlich) bzw. an Wustendorf vorbei zur Staatsstraße 2246 bei Neubruck (1,5 km nordwestlich). Gemeindeverbindungsstraßen führen nach Vestenberg (0,7 km südwestlich) und nach Großhaslach (2,5 km östlich).

## Geschichte
Der Ort wurde 1443 als „Adelmannsgeseß“ erstmals urkundlich erwähnt. Der Ortsname bedeutet Zu dem Wohnsitz des Edelmanns. Die Herren von Vestenberg waren bereits im 15. Jahrhundert Grundherren im Ort.
Gegen Ende des 18. Jahrhunderts gab es in Adelmannssitz zehn Anwesen (1 Mühle, 5 Gütlein, 3 Leerhäuser, 1 Halbleerhaus). Das Hochgericht übte das brandenburg-ansbachische Hofkastenamt Ansbach aus. Die Dorf- und Gemeindeherrschaft und die Grundherrschaft über alle Anwesen hatte das Vogtamt Vestenberg. Neben den Anwesen gab es kommunale Gebäude (Haus, Brechhaus). Von 1797 bis 1808 unterstand der Ort dem Justiz- und Kammeramt Ansbach.
Im Rahmen des Gemeindeedikts wurde Adelmannssitz dem 1808 gebildeten Steuerdistrikt Vestenberg und der 1811 gegründeten Ruralgemeinde Vestenberg zugeordnet. Diese wurde am 1. Mai 1978 im Zuge der Gebietsreform in Bayern in die Gemeinde Petersaurach eingegliedert.

### Baudenkmäler
- Haus Nr. 17 (Mühl- und Wohngebäude): zweigeschossiger Massivbau mit Mansarddach, Rechteckportal mit Mühlrad-Wappen bezeichnet „1790“ und „1871“[13]

### Einwohnerentwicklung
| Jahr      | 001818 | 001840 | 001861 | 001871 | 001885 | 001900 | 001925 | 001950 | 001961 | 001970 | 001987 | 002009 | 002015 | 002022 |
| Einwohner | 58     | 54     | 55     | 52     | 57     | 47     | 57     | 76     | 49     | 54     | 46     | 55     | 63     | 56     |
| Häuser    | 11     | 9      |        |        | 11     | 11     | 10     | 10     | 10     |        | 12     |        |        |        |
| Quelle    | [ 15 ] | [ 16 ] | [ 17 ] | [ 18 ] | [ 19 ] | [ 20 ] | [ 21 ] | [ 22 ] | [ 23 ] | [ 24 ] | [ 25 ] | [ 1 ]  | [ 1 ]  | [ 1 ]  |

## Religion
Der Ort ist seit der Reformation evangelisch-lutherisch geprägt und war ursprünglich nach St. Maria (Großhaslach) gepfarrt, seit 1578 ist die Pfarrei St. Laurentius (Vestenberg) zuständig. Die Einwohner römisch-katholischer Konfession waren ursprünglich nach Unsere Liebe Frau (Heilsbronn) gepfarrt, seit 1992 ist die Pfarrei St. Franziskus (Neuendettelsau) zuständig.

## Wanderwege
Durch Adelmannssitz verläuft der Fernwanderweg Rangau-Querweg.